# Eteone longa
Eteone longa är en ringmaskart som först beskrevs av Fabricius 1780.  Eteone longa ingår i släktet Eteone och familjen Phyllodocidae. Arten är reproducerande i Sverige. Utöver nominatformen finns också underarten E. l. robertianae.

## Bildgalleri

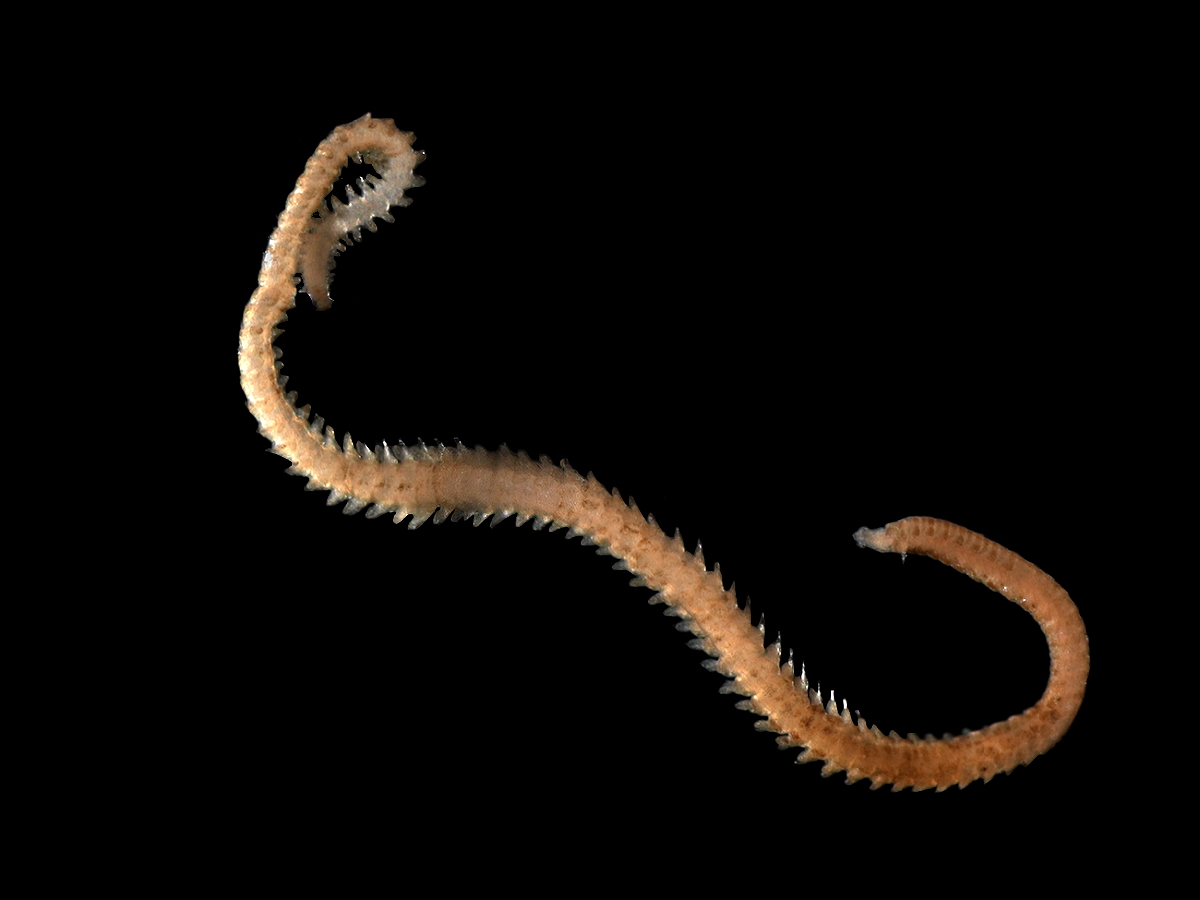